# Trygve Stokstad
Trygve Stokstad (25. november 1902 i Oslo – 26. april 1979 samme sted) var en norsk bokser som boksede for Christiania Turnforening. Han var kontorist.
Han vandt guldmedalje i vægtklassen mellemvægt i NM 1922 og i NM 1923. I 1922 fik han også kongepokalen, og i 1923 fik han Norges Bokseforbunds pokal for sin teknisk gode indsats. Stokstad deltog i Sommer-OL 1920 (weltervægt) og 1924 (mellemvægt), hvor han blev slået ud i henholdsvis anden og første runde.